# پرایس (یوتا)
پرایس (به انگلیسی: Price) شهری در ایالت یوتا کشور ایالات متحده آمریکا است که جمعیت آن در سرشماری سال ۲۰۱۰ میلادی، ۸٬۷۱۵ نفر بوده‌است.